# Awaous commersoni
Awaous commersoni är en fiskart som först beskrevs av Schneider, 1801.  Awaous commersoni ingår i släktet Awaous och familjen smörbultsfiskar. Inga underarter finns listade.